# South Webster
South Webster és una població dels Estats Units a l'estat d'Ohio. Segons el cens del 2000 tenia 764 habitants.

## Demografia
Segons el cens del 2000, South Webster tenia 764 habitants, 312 habitatges, i 224 famílies. La densitat de població era de 225,2 habitants per km².
Dels 312 habitatges en un 31,1% hi vivien nens de menys de 18 anys, en un 56,4% hi vivien parelles casades, en un 11,9% dones solteres, i en un 27,9% no eren unitats familiars. En el 26% dels habitatges hi vivien persones soles el 15,1% de les quals corresponia a persones de 65 anys o més que vivien soles. El nombre mitjà de persones vivint en cada habitatge era de 2,45 i el nombre mitjà de persones que vivien en cada família era de 2,91.
Per edats la població es repartia de la següent manera: un 24,6% tenia menys de 18 anys, un 10,1% entre 18 i 24, un 26,2% entre 25 i 44, un 24,7% de 45 a 60 i un 14,4% 65 anys o més.
L'edat mediana era de 38 anys. Per cada 100 dones de 18 o més anys hi havia 81,1 homes.
La renda mediana per habitatge era de 26.818 $ i la renda mediana per família de 40.938 $. Els homes tenien una renda mediana de 31.583 $ mentre que les dones 22.727 $. La renda per capita de la població era de 15.047 $. Aproximadament el 13% de les famílies i el 16,4% de la població estaven per davall del llindar de pobresa.

## Poblacions més properes
El següent diagrama mostra les poblacions més properes.